# Бучковський Микита
Мики́та Бучко́вський (1880, с.Іване-Пусте, Королівство Галичини і Володимирії, Австро-Угорська імперія, нині Борщівський район Тернопільська область — 22 березня 1965, м.Монреаль, провінція Квебек, Канада— український церковний та громадський діяч.
До Канади емігрував 1907 року. Заснував у Монреалі парафії Української католицької церкви — святого Архістратига Михаїла, Святого Духа; відкрив товариства «Самопоміч» і «Просвіта» ім. Т. Шевченка. Очолював читальню «Просвіти».